# Das Buch Atrus
Das Buch Atrus ist der erste der bislang drei Romane, die zusammen mit der Computerspielreihe Myst von Cyan Worlds ein Epos bilden.
Im Jahr 1994 schrieb Ryan Miller einen Rohentwurf, den seine Brüder Rand und Robyn sowie Richard van der Wende einige Zeit später zu einem umfangreichen Konzept ausarbeiteten. David Wingrove wurde daraufhin beauftragt, daraus einen Roman zu schreiben, der 1995 in englischer und deutscher Sprache veröffentlicht wurde.
Das Buch Atrus enthält viele Hintergrundinformationen über die Kultur der D’ni und die Charaktere, die in den Computerspielen vorkommen. Der Hauptcharakter ist Atrus, Sohn des Gehn. Die D’ni waren eine jahrtausendealte Zivilisation im Innern der Erde und hatten vor allem eine hochentwickelte Kultur des Schreibens: Mit Hilfe von speziellen magischen Büchern waren sie in der Lage, Verbindungsbücher zu anderen Welten zu verfassen, mit deren Hilfe man zwischen unendlich vielen Zeitaltern reisen konnte, was den enormen Reichtum und die Weisheit der D’ni-Kultur begründete.

## Chronologische Einordnung
Obwohl die Teile Das Buch Ti'ana und Das Buch D’ni nach dem Buch Atrus erschienen, sind sie handlungschronlogisch anders anzuordnen: Das Buch Ti’ana enthält die „älteste“ Vorgeschichte vom Untergang der D’ni-Kultur und spielt vor Atrus’ Geburt ‚Das Buch Atrus beginnt mit Atrus’ Geburt und enthält die unmittelbare Vorgeschichte der ersten beiden Computerspiele Myst und Riven, und Das Buch D’ni erzählt die Fortsetzung der Geschichte von Atrus und seine Versuche, D’ni wiederaufzubauen.

## Zusammenfassung der Handlung
Das Buch beginnt mit Atrus’ Geburt und handelt von seiner Kindheit und frühen Jugend bei seiner Großmutter Anna an der Erdoberfläche. Bis zu seinem 14. Lebensjahr lehrt sie ihn „die Gesetzmäßigkeiten der Erde und der Sterne, die Gesetze der Wissenschaft und der Natur, das was gut ist und Achtung verdient, Wahrheiten, die unerschütterlich und unvergänglich sind.“ (Zitat aus Das Buch Atrus). Dadurch eignet sich Atrus einen uneingeschränkten Respekt vor Leben, Natur und Kulturen und zudem eine progressive und analytische Denkweise an und erlernt ansatzweise die Kultur der D’ni in Sprache, Philosophie und Geschichte.
Auch lernt Atrus die Geschichte über das Ende der D’ni: In ihren Erzählungen gab Anna einer Frau namens Ti’ana die Schuld für den Untergang, da jene ihr eigenes Gewissen vor die Frage gestellt habe, was das Beste für D’ni gewesen wäre. Dabei verschwieg sie jedoch schamhaft, dass sie selbst Ti’ana war. Diese Geschichte wird im zweiten Buch der Reihe Das Buch Ti’ana erzählt.
Eines Tages taucht Atrus’ Vater Gehn wieder auf. Er hat die letzten 14 Jahre die unterirdischen Überreste der D’ni-Kultur erforscht und mit der Technik des Bücherschreibens experimentiert. Er setzte damit seine Lehre in der Gilde der Schreiber fort, die durch den Untergang des D’ni-Reiches jäh beendet wurde. Er besteht nun darauf, dass Atrus mit ihm in die Erde nach D’ni geht. Gehn ist jedoch keinesfalls an seinem Sohn als Mensch interessiert, sondern braucht ihn einzig als Assistent zur Umsetzung seines Wahnsinnsplanes.
Anfangs führt Atrus die ungehobelte und schroffe Art seines Vaters auf die vielen Jahre in der Einsamkeit zurück und wundert sich darüber, dass Gehns Kenntnisse von dem abweichen, was er aus dem von Anna Erlernten ableitete. Doch dann wird deutlich, dass Gehn die Kultur und Philosophie der D’ni gar nicht verstanden hat: Nicht der Respekt vor dem Leben und der sensible Umgang mit der Wissenschaft des Weltenverbindens dominieren sein Handeln, sondern das wahnsinnige Machtstreben und der Wunsch, Gott zu sein.
Sein Ziel ist, das Reich D’ni wieder aufleben zu lassen – aber mit sich selbst als gottgleichem Herrscher über Millionen von Welten und Zivilisationen. Allerdings ist er mit diesem falschen Ansatz nicht in der Lage, stabile Welten zu schaffen. So schrieb er nach dem Prinzip von Versuch und Irrtum eine Welt nach der anderen, in der Hoffnung, irgendwann ein stabiles Zeitalter zu finden, das eine für seine Zwecke geeignete Zivilisation hervorbrachte. Die Menschen in den Welten, die er schuf, unterjochte er, missachtete ihre Kulturen und Vergangenheiten, ließ sich als Gott feiern und verehren.
Atrus ist entsetzt. Diese Selbsterhebung auf eine göttliche Stufe ist eine entscheidende Ursache für das zerrüttete Verhältnis zwischen den beiden. Atrus weiß nun, dass er seinen Vater von seinem Plan abhalten muss, um die Zerstörung von vielen Zeitaltern zu verhindern. Ein Mord an Gehn kommt für ihn aus Respekt vor dem Leben und aus dem Wissen, dass aus Bösem nichts Gutes entstehen kann, nicht in Frage. Er sperrt stattdessen seinen Vater zum Schutze aller Welten im fünften Zeitalter – Riven – ein, das man im gleichnamigen Computerspiel bereisen kann.
In diesem Zusammenhang lernt Atrus auch seine spätere Ehefrau Katharina kennen. Katharina und Atrus’ Großmutter Anna schmieden ebenfalls einen Plan, da Atrus’ Plan die Gefahr birgt, dass auch er für immer gefangen sein würde. So präsentierte Katharina Atrus ein von ihr und Anna geschriebenes Zeitalter namens Myst, das die neue Heimat von Atrus und Katharina sein sollte. Die Welt Myst ist Schauplatz des ersten Computerspiels der Myst-Saga.
Katharina erzeugt in Riven einen großen Erdspalt, die Sternenkluft (im Original: “star fissure”. → Fissur). Es gelingt, Gehn in Riven einzusperren und über ein Verbindungsbuch von dort nach Myst zu fliehen. Damit das Verbindungsbuch nicht auf Riven verbleibt, lässt Atrus sich in die Sternenkluft fallen und benutzt im freien Fall das Buch nach Myst.
Das Verbindungsbuch fiel weiter in die Sternenkluft und wird irgendwann einem interessierten Spieler des Computerspiels vor die Füße fallen. Das Computerspiel Myst kann beginnen (das herunterfallende Buch wird im Vorspann des Computerspiels visualisiert und der letzte Absatz des Buches entspricht den Worten im Vorspann des Spiels).